# Lifvs
Lifvs är en svensk affärskedja, grundad 2018. Lifvs bedriver dagligvaruhandel i form av obemannade butiker där kunden använder BankID för att släppas in i butikslokalen. Alla köp och även betalning sker i Lifvs-appen. 